# Jurij Jur'evič Trubeckoj
Principe Jurij Jur'evič Trubeckoj, in russo Юрий Юрьевич Трубецкой? (1668 – 1739), è stato un ufficiale russo.

## Biografia
Era il secondogenito del principe Jurij Petrovič Trubeckoj e nipote di Vasilij Vasil'evič Golicyn. Suo fratello maggiore era il generale Ivan Jur'evič Trubeckoj.

## Carriera
Jurij intraprese la carriera militare. Nel 1694 divenne capitano del Reggimento Preobraženskij. Nel 1700 sancì, senza molto successo, l'Alleanza del Nord. Nel 1710 accompagnò il principe Aleksej Petrovič a Dresda, per continuare i suoi studi.
Nel 1720 è stato nominato presidente della Magistratura. Caterina I gli conferì il grado di tenente generale. Nel 1727 governò la provincia di Belgorod e nel 1730 venne nominato senatore.

## Matrimoni

### Primo matrimonio
Nel 1692 sposò la principessa Elena Grigor'evna Čerkasskaja, unica figlia di Grigorij Sunčaleevič Čerkasskij. Ebbero cinque figli:
- Marija Jur'evna (1696-1747), sposò Aleksej Michajlovič Čerkasskij, ebbero una figlia;
- Nikita Jur'evič (1699-1767);
- Aleksej Jur'evič (1700-1776), sposò Anna L'vovna Naryškina;
- Ivan Jur'evič (1703-1744);
- Praskov' ja Jur'evna (1704-1767), sposò il conte Pëtr Semënovič Saltykov, ebbero quattro figli.

### Secondo matrimonio
Nel 1721 sposò Ol'ga Ivanovna Golovina, figlia dell'ammiraglio Ivan Michailovič Golovin. Ebbero due figli:
- Dmitrij Jur'evič (1724-1792);
- Aleksandr Jur'evič (1727-1750).

## Morte
Morì nel 1739 e fu sepolto nel Monastero di Aleksandr Nevskij.